# Myriostachya
Myriostachya  es un género de planta con flor,  gramínea,   perteneciente a la familia de las poáceas. Es originaria de Indochina, Tailandia, Malasia, Indonesia, también India, Birmania y Ceilán.

## Etimología
El nombre del género deriva de las palabras griegas myrios (innumerables) y stachys ( "Oreja de maíz", con picos), refiriéndose a las espiguillas numerosos.

## Especies
- Myriostachya longispicula
- Myriostachya wightiana